# گکوی توکای
جکوی توکای (نام علمی: Gekko gecko) نوعی مارمولک شب‌زی است که بیشتر در شمال شرقی هند و بنگلادش، در سرتاسر مناطق بین فیلیپین و اندونزی در جنوب شرقی آسیا و در غرب گینه نو دیده می‌شود. زیستگاه بومی این جانور در جنگل‌های بارانی در میان درختان و تخته‌سنگ‌ها می‌باشد.
این نوع مارمولک تا ۱۵ سانتی‌متر (۶ اینچ) رشد می‌کند و بزرگ‌ترین نوع آن‌ها نیز حدود ۲۵ تا ۳۵ سانتی‌متر (۱۰ تا ۱۴ اینچ) درازا دارند. مارمولک توکای خاکستری و قرمز است و دارای نقطه‌های متمایل به سفید است.